# Oecetis mbeloae
Oecetis mbeloae is een schietmot uit de familie Leptoceridae. De soort komt voor in het Afrotropisch gebied.